# バルケスィル
バルケスィル (Balıkesir) は、トルコのバルケスィル県にあった都市で、同県の県都。2012年以降のバルケスィル大都市自治体はバルケスィル県とは同一の範囲であり、旧バルケスィル市はカレスィ（Karesi）とアルトゥエイリュル（Altıeylül）という2つの自治体に分割された。

## 歴史
現在のバルケスィルの街の近くに、その名をハドリアヌス帝にちなんだ、ローマ都市Hadrianutheraeがあった。ビザンチン帝国時代に、街はPalaeokastron（ギリシア語で「古い城」を意味）の名で知られていた。古代のMakestos橋の遺構や、城が周辺地域で見つかった。ビザンチン王朝の支配者たちは、この城を保養地帯と狩猟地帯して使用した。
バルケスィルの以前の名称はカラシ (Karasi)であり、13世紀にKarasi Begにより創設された。Karasidsは、トルコのミュシア地方の国であった。13世紀まで、街はミュシア地方の中心であった。1345年、オスマン帝国に併合された。1897年の地震により街の大部分は破壊された。1920年、ギリシアに侵攻されたが、1922年9月6日にトルコが奪還した。トルコ独立戦争中、ギリシアに対抗するための西アナトリアの中心地であった。1950年代、大火により街の一部が破壊されたが、その後、再建された。
2012年の行政区画改編により、バルケスィル県は大都市自治体に指定される。これにより旧バルケスィル市は分割され、旧市域にカレスィとアルトゥエイリュルが新設される。

## 気候
| バルケスィルの気候                               | バルケスィルの気候 | バルケスィルの気候 | バルケスィルの気候 | バルケスィルの気候 | バルケスィルの気候 | バルケスィルの気候 | バルケスィルの気候 | バルケスィルの気候 | バルケスィルの気候 | バルケスィルの気候 | バルケスィルの気候 | バルケスィルの気候 | バルケスィルの気候 |
| 月                                               | 1月                | 2月                | 3月                | 4月                | 5月                | 6月                | 7月                | 8月                | 9月                | 10月               | 11月               | 12月               | 年                 |
| ------------------------------------------------ | ------------------ | ------------------ | ------------------ | ------------------ | ------------------ | ------------------ | ------------------ | ------------------ | ------------------ | ------------------ | ------------------ | ------------------ | ------------------ |
| 最高気温記録 °C （°F）                           | 16.6 (61.9)        | 19.9 (67.8)        | 26.4 (79.5)        | 30.6 (87.1)        | 33.0 (91.4)        | 37.0 (98.6)        | 40.8 (105.4)       | 40.4 (104.7)       | 36.0 (96.8)        | 32.2 (90)          | 24.4 (75.9)        | 19.8 (67.6)        | 40.8 (105.4)       |
| 平均最高気温 °C （°F）                           | 4.3 (39.7)         | 6.7 (44.1)         | 11.9 (53.4)        | 17.1 (62.8)        | 22.2 (72)          | 26.6 (79.9)        | 30.3 (86.5)        | 30.2 (86.4)        | 26.0 (78.8)        | 19.7 (67.5)        | 12.4 (54.3)        | 6.2 (43.2)         | 17.8 (64)          |
| 平均最低気温 °C （°F）                           | −3.0 (26.6)        | −2.0 (28.4)        | 1.1 (34)           | 5.7 (42.3)         | 9.7 (49.5)         | 13.1 (55.6)        | 16.1 (61)          | 16.1 (61)          | 12.0 (53.6)        | 7.4 (45.3)         | 2.2 (36)           | −1.0 (30.2)        | 6.5 (43.7)         |
| 最低気温記録 °C （°F）                           | −21.2 (−6.2)       | −21.5 (−6.7)       | −19.2 (−2.6)       | −6.7 (19.9)        | −1.6 (29.1)        | 5.0 (41)           | 6.8 (44.2)         | 7.2 (45)           | 2.5 (36.5)         | −3.4 (25.9)        | −8.8 (16.2)        | −17.2 (1)          | −21.5 (−6.7)       |
| 降水量 mm （inch）                               | 39.2 (1.543)       | 33.4 (1.315)       | 36.7 (1.445)       | 50.0 (1.969)       | 50.3 (1.98)        | 35.3 (1.39)        | 15.5 (0.61)        | 12.0 (0.472)       | 17.5 (0.689)       | 33.2 (1.307)       | 35.4 (1.394)       | 42.5 (1.673)       | 401 (15.787)       |
| 平均降水日数                                     | 11.1               | 10.4               | 10.6               | 12.3               | 12.5               | 8.9                | 3.9                | 3.0                | 3.8                | 7.5                | 8.8                | 11.0               | 103.8              |
| 平均月間日照時間                                 | 74.4               | 98.9               | 164.3              | 189.0              | 260.4              | 309.0              | 350.3              | 325.5              | 276.0              | 198.4              | 126.0              | 68.2               | 2,440.4            |
| 出典1：Devlet Meteoroloji İşleri Genel Müdürlüğü |                    |                    |                    |                    |                    |                    |                    |                    |                    |                    |                    |                    |                    |
| 出典2：Weatherbase                               |                    |                    |                    |                    |                    |                    |                    |                    |                    |                    |                    |                    |                    |

## 姉妹都市
- ベルガマ、トルコ（1310年～）

- カザン、ロシア（1996年～）

- シュヴェービッシュ・ハル、ドイツ（2006年～）

- スィイルト、トルコ（2007年～）

## 出身者
- ジャネル・エルキン - サッカー選手